# Fotografia aktu

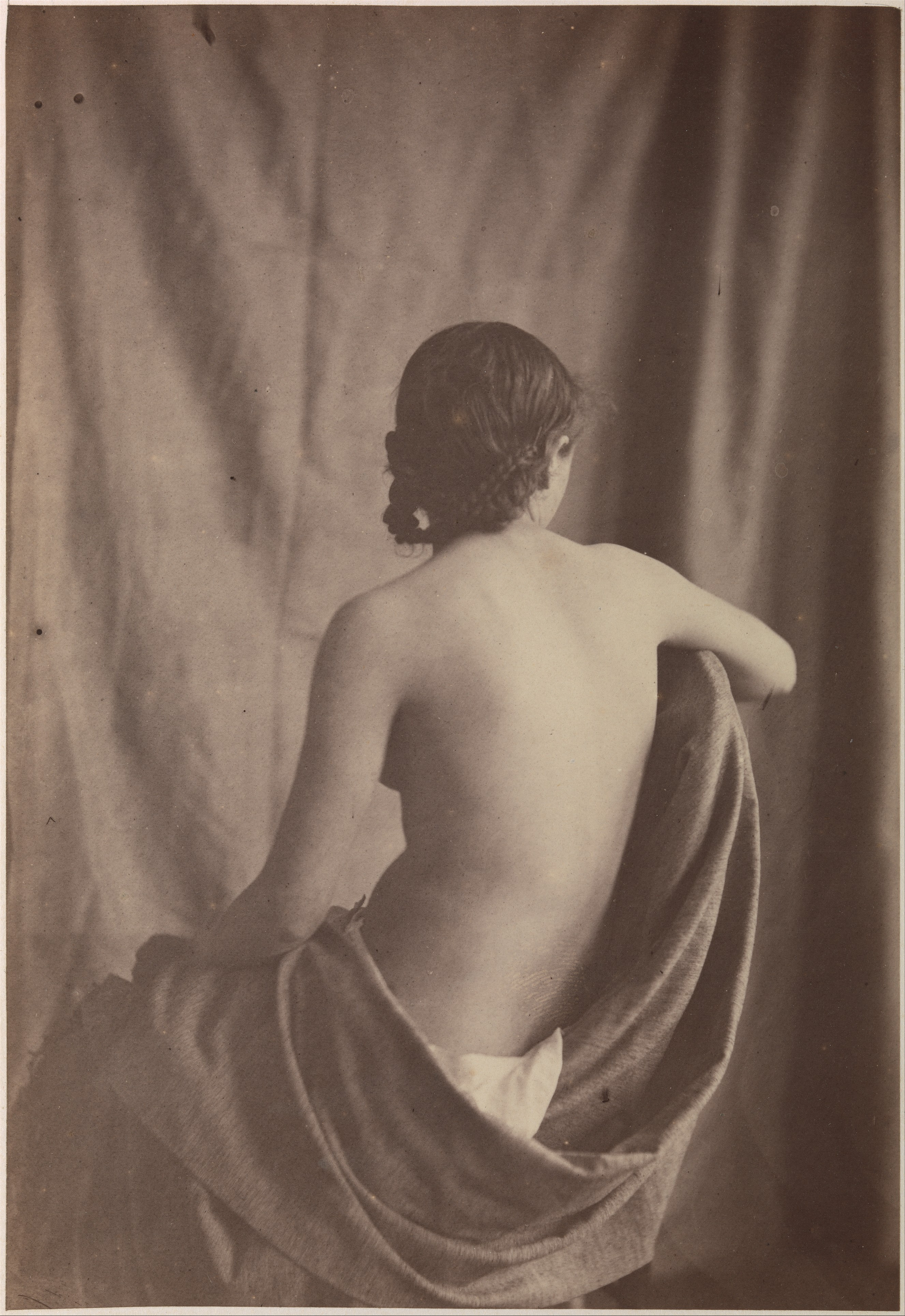
Jean Louis Marie Eugène Durieu, Akt kobiecy, 1853–1854

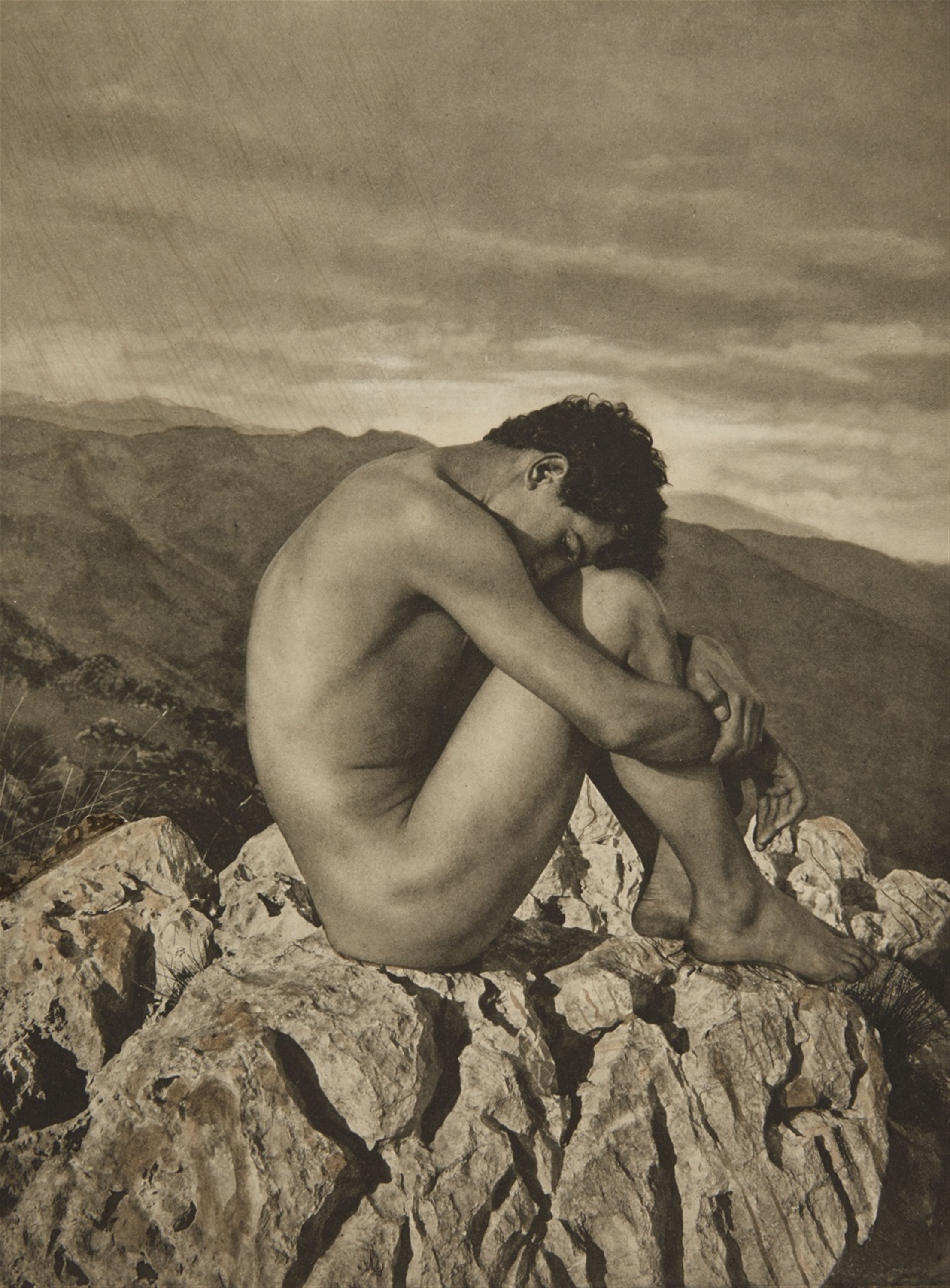
Wilhelm von Gloeden, Kain, ok. 1900

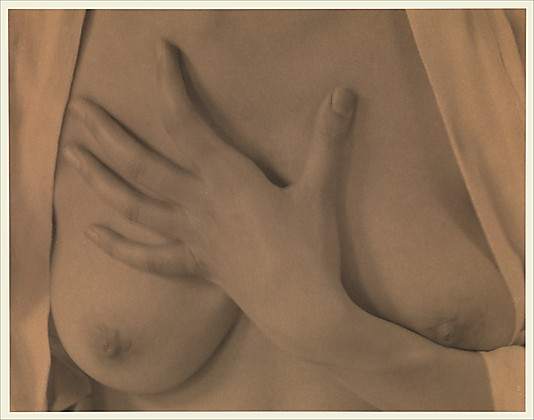
Alfred Stieglitz, Dłonie i piersi, 1919

Fotografia aktu – fotografia nagości, przedstawienie nagiego ludzkiego ciała w fotografii.

## Charakterystyka
Wymaganiem szczególnym w fotografii aktu jest brak dosłowności – by (pomimo nagości) ciało nie zostało odarte z tajemniczości, artyzmu, subtelności – tak jak ma to miejsce w pornografii. Nagie ciało pozornie jest monotematycznym elementem fotografowanego planu, można je jednak pokazać na wiele sposobów – poetycko, nastrojowo, subtelnie, odważnie. Fotografie wykorzystujące nagość i bryłę (pejzaż) ludzkiego ciała tworzą obrazy będące aktem artystycznym lub aktem o charakterze dokumentalnym (ukazanie ciąży, wieku, niepełnosprawności).

## Początki aktu w fotografii
Okres pierwszych fotografii o tematyce aktu przypada prawdopodobnie na lata 30. i 40. XIX wieku. Pierwsze akty fotograficzne, wykonane przez Noëla Paymala Lerebours’a, pochodzą z 1840 roku, powstały niewiele później po oficjalnym ogłoszeniu wynalazku fotografii (w 1839 roku), więc były to pierwsze akty dagerotypy. Wczesne fotografie aktu nie były tylko odwzorowaniem czy namiastką malarstwa – miały bowiem na nie wyraźny wpływ, gdyż jako podstawy do swoich obrazów używali ich nawet tak wielcy artyści jak Eugène Delacroix. Fotografowie robili w swoich studiach zdjęcia nagich modelek, po czym sprzedawali je artystom malarzom, którzy dzięki temu nie musieli szukać modelek i płacić im za cały dzień pozowania. Francuz Felix-Jacques Moulin jako jeden z pierwszych fotografów; założył swoje studio w 1849 roku; w Paryżu, na Montmartre, gdzie sprzedawał sprzęt, udzielał porad, uczył fotografii (wtedy techniką dagerotypu), ale przede wszystkim sam robił zdjęcia (akty). W tych samych latach, tworzył urodzony w 1800 roku Jean Louis Marie Eugène Durieu. W 1854 roku wykonał cykl 32 aktów przy współpracy z malarzem Eugène Delacroix. Durieu tworzył dla artysty akty, które miały być dla niego inspiracją. Współpraca ta, przyniosła fotografowi rozgłos, a jego prace były wielokrotnie wystawiane. Od 1929 roku w Paryżu fotografią aktów zajmował się węgierski artysta Gyula Halász. Fotograf, mimo wykonywania aktów do złudzenia przypominających malarstwo czy rzeźbę, stał się sławny dzięki nocnym fotografiom. Jest uznawany za prekursora fotografii ulicznej, ale również przyczynił się do rozwoju sztuki aktu. 
Pionierem fotografii erotycznej w Polsce był Władysław Pawelec (1923–2004) – artysta fotograf, który przez ponad 30 lat zajmował się portretem i aktem kobiecym.

## Polscy fotografowie aktu wyróżnieni tytułami FIAP
- Andrzej Borys[8][9]
- Mieczysław Cybulski[10]
- Benedykt Jerzy Dorys[11]
- Łukasz Gurdak[12][13]
- Zygmunt Kozimor[14][13]
- Andrzej Krynicki[15][9]
- Paweł Matyka[16][13]
- Witold Michalik[17][18]
- Tomasz Pisarski[19][20]
- Wacław Nowak[9][21]
- Zbigniew Stokłosa[9][22]